# Али бен Ахмед
Али́ бен Ахме́д, прозванный также Али́ Ходжа́ (араб. علي ابن احمد خوجه‎, тур. Ali bin Ahmet Hoca; умер 1 марта 1818) — алжирский дей с сентября 1817 по февраль 1818 года. Пришёл к власти в результате убийства своего предшественника Омара-аги, совершённого 8 сентября 1817 года.
Через несколько дней после происшедшего он покинул дворец «Дженина», где издревле располагалась резиденция деев, и под охраной преданных лично ему чернокожих невольников и вооружённых отрядов кабильцев перебрался за крепостные стены Алжирской касбы, прихватив с собой государственную казну.
Опасаясь заговоров янычаров, в результате которых погибли несколько его предшественников, предпринял превентивные меры и фактически уничтожил янычарское войско в Алжире. При поддержке преданных ему турок, кулугли, кабильцев и берберов устроил массовое истребление янычар, в результате чего их было убито от 1200 до 1800, а оставшиеся бежали в Турцию.
Во время своего недолгого правления проводил политику в интересах кабильцев и кулугли, заключив союз с влиятельным семейством Бен Замун и с племенем зуауа, направленный против янычар.
Скончался при эпидемии чумы 1 марта 1818 года в Алжирской касбе.